# Hamburg Cup 1994
Der Hamburg Cup 1994 im Badminton fand Anfang September 1994 statt.

## Sieger und Platzierte
| Disziplin    | Gold                             | Silber                                  | Bronze                           |
| ------------ | -------------------------------- | --------------------------------------- | -------------------------------- |
| Herreneinzel | Søren B. Nielsen                 | Hargiono                                | Alan Budikusuma                  |
| Herreneinzel | Søren B. Nielsen                 | Hargiono                                | Pierre Pelupessy                 |
| Dameneinzel  | Camilla Martin                   | Monique Hoogland                        | Alison Humby                     |
| Dameneinzel  | Camilla Martin                   | Monique Hoogland                        | Mette Pedersen                   |
| Herrendoppel | Imay Hendra Dicky Purwotjugiono  | S. Antonius Budi Ariantho Dharma Gunawi | Michael Helber Michael Keck      |
| Herrendoppel | Imay Hendra Dicky Purwotjugiono  | S. Antonius Budi Ariantho Dharma Gunawi | Jens Eriksen Christian Jakobsen  |
| Damendoppel  | Marlene Thomsen Anne Mette Bille | Helene Kirkegaard Rikke Olsen           | Ann Jørgensen Majken Vange       |
| Damendoppel  | Marlene Thomsen Anne Mette Bille | Helene Kirkegaard Rikke Olsen           | Karen Stechmann Nicole Baldewein |
| Mixed        | Thomas Lund Marlene Thomsen      | Christian Jakobsen Lotte Olsen          | Jens Eriksen Anne Mette Bille    |
| Mixed        | Thomas Lund Marlene Thomsen      | Christian Jakobsen Lotte Olsen          | Michael Keck Karen Stechmann     |

## Herreneinzel Qualifikation
- Sven Landwehr –  Peter Sadewater: 15-4 / 15-7
- Jan Jørgensen –  Christian Barthel: 15-4 / 15-2
- Thomas Bölke –  Rolf Reinherd: 13-15 / 15-10 / 15-10
- Bernd Schwitzgebel –  Zainal Malik: 15-6 / 15-6
- Jerzy Gwóźdź –  Klaus Schuster: 15-13 / 15-6
- Conrad Hückstädt –  Christian Huth: 15-3 / 15-8
- Roland Dorner –  Tim Breden: 15-7 / 15-3
- Jacek Hankiewicz –  Christian Schwab: 15-3 / 15-8
- Sven Landwehr –  Benno Keilhack: 15-4 / 15-6
- Kai Riedel –  Theodoros Velkos: 15-2 / 15-3
- Brunon Rduch –  Thomas Hustert: 15-9 / 15-8
- Peter Kreulitsch –  Bernd Schwitzgebel: 15-6 / 17-14
- Björn Siegemund –  Jerzy Gwóźdź: 15-2 / 15-6
- Niels Christian Kaldau –  Conrad Hückstädt: 15-3 / 15-10
- Marek Bujak –  Stephan Kuhl: 15-11 / 10-15 / 15-11
- Markus Keck –  Roland Dorner: 15-8 / 15-8
- Christoph Krämer –  Nedelcho Kessov: 15-7 / 18-13

## Herreneinzel
- Guntur Hariono –  Lasse Lindelöf: 15-6 / 15-7
- Detlef Poste –  Markus Keck: 15-9 / 15-4
- Jan Jørgensen –  Brunon Rduch: 15-3 / 15-5
- Vladislav Druzchenko –  Dharma Gunawi: 17-18 / 15-10 / 15-0
- Bram Fernardin –  Jacek Hankiewicz: 15-9 / 15-10
- Pierre Pelupessy –  Peter Kreulitsch: 15-6 / 15-4
- Jürgen Koch –  Michael Helber: 17-14 / 15-11
- Björn Siegemund –  Volker Renzelmann: 18-14 / 14-17 / 15-11
- Alan Budikusuma –  Guntur Hariono: 15-4 / 15-1
- Detlef Poste –  Fung Permadi: 15-11 / 15-8
- Jan Jørgensen –  Imay Hendra: 7-15 / 15-14 / 15-0
- Hargiono –  Vladislav Druzchenko: 15-9 / 15-5
- Robert Liljequist –  Bram Fernardin: 15-11 / 15-13
- Pierre Pelupessy –  Indra Wijaya: 7-15 / 15-13 / 15-12
- Oliver Pongratz –  Jürgen Koch: 15-5 / 15-18 / 15-1
- Søren B. Nielsen –  Björn Siegemund: 18-13 / 15-13
- Alan Budikusuma –  Detlef Poste: 15-8 / 15-9
- Hargiono –  Jan Jørgensen: 15-6 / 15-0
- Pierre Pelupessy –  Robert Liljequist: 7-15 / 15-4 / 15-11
- Søren B. Nielsen –  Oliver Pongratz: 15-12 / 12-15 / 15-10
- Hargiono –  Alan Budikusuma: 4-15 / 15-8 / 15-6
- Søren B. Nielsen –  Pierre Pelupessy: 15-13 / 15-7
- Søren B. Nielsen –  Hargiono: 15-13 / 15-7

## Dameneinzel Qualifikation
- Andrea Findhammer –  Petra Petersen: 11-1 / 11-1
- Katja Michalowsky –  Heidi Bender: 11-8 / 11-4
- Heike Franke –  Trine Pedersen: 2-11 / 12-11 / 11-5
- Anja Weber –  Anika Sietz: 11-2 / 9-11 / 12-9
- Hariati –  Petra Tobien: 1-11 / 11-4 / 11-7
- Tanja Bollinger –  Tatjana Geibig-Krax: 5-11 / 11-8 / 11-7

## Dameneinzel
- Camilla Martin –  Nicole Baldewein: 11-3 / 11-2
- Irina Serova –  Andrea Findhammer: 11-6 / 11-2
- Alison Humby –  Heike Franke: 11-4 / 11-3
- Christine Skropke –  Majken Vange: 11-1 / 9-11 / 11-7
- Elena Nozdran –  Hariati: 11-12 / 11-1 / 11-0
- Mette Pedersen –  Nicole Grether: 11-5 / 11-3
- Claudia Vogelgsang –  Helle Ankjær Nielsen: 11-9 / 12-11
- Monique Hoogland –  Heidi Dössing: 11-7 / 11-1
- Camilla Martin –  Irina Serova: 11-3 / 11-3
- Alison Humby –  Christine Skropke: 11-6 / 11-8
- Mette Pedersen –  Elena Nozdran: 11-2 / 11-8
- Monique Hoogland –  Claudia Vogelgsang: 11-2 / 11-1
- Camilla Martin –  Alison Humby: 11-1 / 11-6
- Monique Hoogland –  Mette Pedersen: 11-2 / 12-9
- Camilla Martin –  Monique Hoogland: 11-3 / 11-2

## Herrendoppel Qualifikation
- Sven Landwehr /  Rolf Reinherd –  Christian Barthel /  Christoph Krämer: 10-15 / 15-12 / 15-7
- Jerzy Gwóźdź /  Aivaras Kvedarauskas –  Christian Huth /  Frans Poel: 15-10 / 18-13

## Herrendoppel
- Michael Helber /  Michael Keck –  Volker Eiber /  Niels Christian Kaldau: 15-1 / 15-9
- Imay Hendra /  Dicky Purwotjugiono –  Roland Dorner /  Kai Riedel: 15-7 / 15-7
- Thomas Damgaard /  András Piliszky –  Stephan Kuhl /  Fung Permadi: 15-3 / 15-1
- Markus Keck /  Björn Siegemund –  Raymond Garcia /  Christian Schwab: 15-11 / 15-7
- S. Antonius Budi Ariantho /  Dharma Gunawi –  Detlef Poste /  Volker Renzelmann: 15-0 / 12-15 / 15-12
- Alan Budikusuma /  Bernd Schwitzgebel –  Hargiono /  Guntur Hariono: 15-0 / 15-4
- Jens Eriksen /  Christian Jakobsen –  Jacek Hankiewicz /  Brunon Rduch: 15-3 / 15-9
- Sven Landwehr /  Rolf Reinherd –  Thomas Lund /  Indra Wijaya: w.o.
- Michael Helber /  Michael Keck –  Sven Landwehr /  Rolf Reinherd: 15-2 / 15-2
- Imay Hendra /  Dicky Purwotjugiono –  Thomas Damgaard /  András Piliszky: 15-12 / 15-10
- S. Antonius Budi Ariantho /  Dharma Gunawi –  Markus Keck /  Björn Siegemund: 15-4 / 15-4
- Jens Eriksen /  Christian Jakobsen –  Alan Budikusuma /  Bernd Schwitzgebel: 15-2 / 15-3
- Imay Hendra /  Dicky Purwotjugiono –  Michael Helber /  Michael Keck: 11-15 / 15-7 / 15-9
- S. Antonius Budi Ariantho /  Dharma Gunawi –  Jens Eriksen /  Christian Jakobsen: 15-17 / 15-12 / 15-7
- Imay Hendra /  Dicky Purwotjugiono –  S. Antonius Budi Ariantho /  Dharma Gunawi: 7-15 / 15-12 / 15-4

## Damendoppel
- Tatjana Geibig-Krax /  Petra Tobien –  Petra Petersen /  Aline Wagener: 18-17 / 12-15 / 15-13
- Viktoria Evtushenko /  Elena Nozdran –  Helle Ankjær Nielsen /  Tanja Bollinger: 15-12 / 15-10
- Marlene Thomsen /  Anne Mette Bille –  Heidi Bender /  Petra Dieris-Wierichs: 15-8 / 15-0
- Heidi Dössing /  Katrin Schmidt –  Christine Skropke /  Claudia Vogelgsang: 15-9 / 15-3
- Ann Jørgensen /  Majken Vange –  Andrea Findhammer /  Anne-Katrin Seid: 15-3 / 15-4
- Heike Franke /  Tanja Münch –  Tatjana Geibig-Krax /  Petra Tobien: 11-15 / 15-12 / 15-9
- Mette Pedersen /  Trine Pedersen –  Viktoria Evtushenko /  Elena Nozdran: 15-8 / 15-11
- Karen Neumann /  Nicole Baldewein –  Anja Weber /  Stefanie Westermann: 15-3 / 15-6
- Sandra Beißel /  Nicole Grether –  Katja Michalowsky /  Anika Sietz: 15-9 / 15-12
- Helene Kirkegaard /  Rikke Olsen –  Monique Hoogland /  Viola Rathgeber: 15-8 / 15-8
- Marlene Thomsen /  Anne Mette Bille –  Heidi Dössing /  Katrin Schmidt: 15-12 / 15-6
- Ann Jørgensen /  Majken Vange –  Heike Franke /  Tanja Münch: 15-7 / 15-11
- Karen Neumann /  Nicole Baldewein –  Mette Pedersen /  Trine Pedersen: 18-17 / 15-7
- Helene Kirkegaard /  Rikke Olsen –  Sandra Beißel /  Nicole Grether: 15-3 / 15-3
- Marlene Thomsen /  Anne Mette Bille –  Ann Jørgensen /  Majken Vange: 15-10 / 17-15
- Helene Kirkegaard /  Rikke Olsen –  Karen Neumann /  Nicole Baldewein: 15-10 / 15-3
- Marlene Thomsen /  Anne Mette Bille –  Helene Kirkegaard /  Rikke Olsen: 15-11 / 15-12

## Mixed
- Thomas Lund /  Marlene Thomsen –  S. Antonius Budi Ariantho /  Katja Michalowsky: 15-1 / 15-3
- Stephan Kuhl /  Anne-Katrin Seid –  Christian Huth /  Helle Ankjær Nielsen: 15-12 / 15-4
- Jens Eriksen /  Anne Mette Bille –  Dicky Purwotjugiono /  Anika Sietz: 15-9 / 15-9
- Niels Christian Kaldau /  Katrin Schmidt –  Vladislav Druzchenko /  Viktoria Evtushenko: 10-15 / 15-7 / 18-16
- Thomas Stavngaard /  Ann Jørgensen –  Marek Bujak /  Sandra Beißel: 15-8 / 15-4
- Michael Keck /  Karen Neumann –  Thomas Damgaard /  Helene Kirkegaard: 10-15 / 15-5 / 15-12
- Markus Keck /  Viola Rathgeber –  Bram Fernardin /  Heidi Bender: 15-6 / 15-8
- Christian Jakobsen /  Lotte Olsen –  Jürgen Koch /  Irina Serova: 15-6 / 15-12
- Thomas Lund /  Marlene Thomsen –  Stephan Kuhl /  Anne-Katrin Seid: 15-3 / 15-2
- Jens Eriksen /  Anne Mette Bille –  Niels Christian Kaldau /  Katrin Schmidt: 15-7 / 15-6
- Michael Keck /  Karen Neumann –  Thomas Stavngaard /  Ann Jørgensen: 18-15 / 15-10
- Christian Jakobsen /  Lotte Olsen –  Markus Keck /  Viola Rathgeber: 15-7 / 15-5
- Thomas Lund /  Marlene Thomsen –  Jens Eriksen /  Anne Mette Bille: 15-11 / 15-5
- Christian Jakobsen /  Lotte Olsen –  Michael Keck /  Karen Neumann: 15-3 / 15-2
- Thomas Lund /  Marlene Thomsen –  Christian Jakobsen /  Lotte Olsen: 15-8 / 15-6